# Cantón de Château-Salins
El cantón de Château-Salins era una división administrativa francesa, que estaba situada en el departamento de Mosela y la región de Lorena.

## Composición
El cantón estaba formado por treinta y una comunas:
- Aboncourt-sur-Seille
- Achain
- Amelécourt
- Attilloncourt
- Bellange
- Bioncourt
- Burlioncourt
- Chambrey
- Château-Salins
- Château-Voué
- Conthil
- Dalhain
- Fresnes-en-Saulnois
- Gerbécourt
- Grémecey
- Haboudange
- Hampont
- Haraucourt-sur-Seille
- Lubécourt
- Manhoué
- Morville-lès-Vic
- Obreck
- Pettoncourt
- Pévange
- Puttigny
- Riche
- Salonnes
- Sotzeling
- Vannecourt
- Vaxy
- Wuisse

## Supresión del cantón de Château-Salins
En aplicación del Decreto nº 2014-183 de 18 de febrero de 2014, el cantón de Château-Salins fue suprimido el 22 de marzo de 2015 y sus 31 comunas pasaron a formar parte del nuevo cantón de Le Saulnois.